# Carlos Ruiz Zafón
Carlos Ruiz Zafón, (Barcelona, 25. rujna 1964. — Los Angeles, 19. lipnja 2020.), bio je španjolski pisac.

## Životopis
Carlosov otac je iz Južne Španjolske, dok mu je majka Katalonka a on odrasta u Barceloni. Iako je odrastao u Barceloni pisao je na španjolskom a ne na katalonskom. Započinje karijeru pišući reklame za nekoliko agencije za oglašavanje. Nekoliko godina radio je i kao umjetnički direktor u uglednoj reklamnoj agenciji. Napušta komercijalni svijet reklama, a zatim se posvećuje isključivo svojim interesima; glazbi i pisanju. Preselio se 1993. u Los Angeles, gdje je radio kao scenarist u Hollywoodu. Ponovno se nastanio u Barceloni 2004. godine.
Debitirao je 1993. knjigom za omladinu Princ magle, koja je bila dobro prihvaćena i nagrađivana. Poslije piše još nekoliko knjiga za omladinu koje nisu doživjele uspjeh kao prvijenac. 
Dok je boravio u SAD-u piše prvu knjigu za odrasle Sjena vjetra, koja je objavljena u Španjolskoj 2001. godine. Sjena vjetra doživljava uspjeh i prodaje se u 19 država. Knjiga je bila prva u nizu od četiri knjige u seriji Groblje zaboravljenih knjiga. Sve knjige su samostalne i odigravaju se kronološkim redoslijedom. Zadnju knjigu kvatrologije - Labirint duhova - objavljuje 2016.